# Musculus dilatator naris posterior

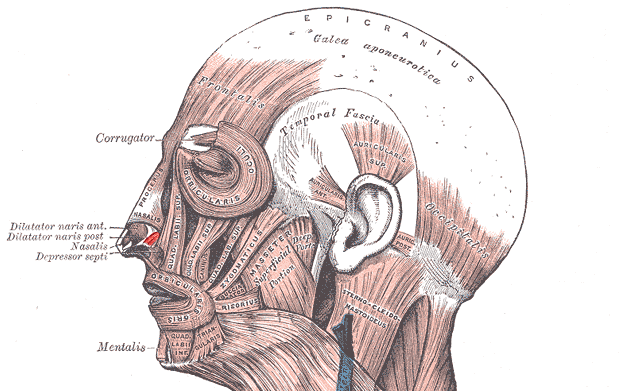
A fej izmai (a nyíl pont rámutat a nagyon apró izomra)

A musculus dilatator naris posterior egy apró izom az ember orrán.

## Eredés, tapadás, elhelyezkedés
A cartilago alaris minor-ról és a felső állkapocscsont (maxilla) orr körüli részéről ered és az orrcimpa körüli bőr felszíne alatt tapad.

## Funkció
Tágítja az orrlyukat.

## Beidegzés
A rami buccales nervi facialis idegzi be.

## Külső hivatkozások
- Fül-orr-gége